# Relació marginal de substitució

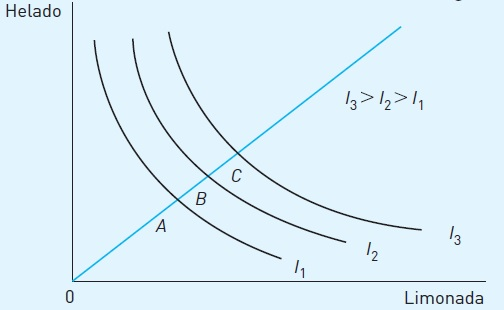
Corbes d'indiferència, mostrant com diverses combinacions de dos béns poden tenir la mateixa utilitat. El pendent a cada punt és la relació marginal de substitució.

En economia, dins de l'estudi de la teoria del consumidor, s'anomena relació marginal de substitució (RMS) o taxa marginal de substitució (TMS) al nombre d'unitats d'un bé a què està disposat a renunciar un consumidor a canvi d'una unitat addicional de l'altre bé, mantenint constant el nivell d'utilitat. És a dir, la RMS mesura la relació d'intercanvi entre dos béns que manté constant la utilitat del consumidor. També es podria dir que és la valoració subjectiva que fa un consumidor d'un bé en termes de l'altre bé. Gràficament és el pendent a cada punt de la corba d'indiferència.

## La relació marginal de substitució i lescorbes d'indiferència

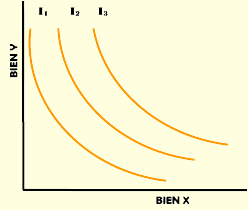
Mapa de corbes d'indiferència de dos béns (X i Y).

Davant l'existència de dos béns de consum disponibles (X i Y), la {\displaystyle RMS}, també anomenada {\displaystyle TMS_{xy}} (taxa marginal de substitució de x per y) en un punt d'una corba d'indiferència és el quocient entre la disminució de la quantitat del bé Y i l'augment de la quantitat del bé X necessari perquè l'individu es mantingui a la mateixa corba d'indiferència. La relació marginal de substitució és, doncs, el pendent de la corba d'indiferència en aquest punt. Té signe negatiu com a conseqüència del caràcter descendent de la corba d'indiferència, ja que generalment per incrementar el consum d'un bé i romandre a la mateixa corba d'indiferència cal renunciar a un determinat nombre d'unitats de l'altre bé. No obstant això, en moltes ocasions és freqüent expressar la RMS en valor absolut, prescindint per tant del signe.
{\displaystyle RMS_{xy}=-(dy/dx)=(UMg_{x}/UMg_{y})\,}
A títol d'exemple una RMS igual a 2 significa que un individu ha de renunciar a dues unitats del bé Y per incrementar el seu consum de X en una unitat i romandre a la mateixa corba i, per tant, romandre amb la mateixa utilitat.
Si es mesura la relació marginal de substitució al llarg d'una corba d'indiferència, amb dos béns X i Y, es pot observar que en la mesura que les corbes d'indiferència són convexes, la RMS va disminuint a mesura que s'incrementa el consum del bé X. Aquest decreixement de la RMS informaria que un individu comença a estar relativament més saciat a mesura que ha consumit més d'un mateix bé o com més gran sigui la quantitat que disposem d'un bé, estarem més disposats a renunciar a una certa quantitat a canvi de consumir l'altre.

## Casos extrems de la RMS
Es poden descriure les rectes de restricció segons la relació marginal de substitució. A les corbes d'indiferència dels " substitutius perfectes " es caracteritzen pel fet que la RMS és constant al llarg de tota la corba d'indiferència. En el cas de béns "neutrals" la relació marginal de substitució és infinita en tots els punts i finalment per als "complementaris perfectes" la RMS pot prendre dos valors zero o infinita.

## Altres interpretacions de la RMS
Si en la representació de les corbes d'indiferència i de la relació marginal de substitució, el bé 1 representa el consum de "tots els altres béns" i es mesura en la quantitat d'euros que hi podem gastar, la relació marginal de substitució entendria com la quantitat que el consumidor està disposat a pagar per una unitat addicional del bé 2.

## Expressió matemàtica
En considerar la funció d'utilitat: {\displaystyle \ U(x,y)}, on U és la utilitat del consumidor i x i y són béns.

també:
{\displaystyle \ UM_{x}=\partial U/\partial x}
{\displaystyle \ UM_{y}=\partial U/\partial y}
on UMx és la utilitat marginal pel que fa al bé x i UMy és la utilitat marginal pel que fa al bé y.

Prenent la diferència total de la funció d'utilitat:
{\displaystyle \ U=U(x,y)}

{\displaystyle \ dU=(\partial U/\partial x)dx+(\partial U/\partial y)dy}

Al llarg de la corba, la utilitat no varia de manera que dU=0
{\displaystyle \ UM_{x}dx+UM_{y}dy=0}

{\displaystyle -{\frac {dy}{dx}}={\frac {UM_{x}}{UM_{y}}}}

{\displaystyle \ RMS_{xy}={\frac {UM_{x}}{UM_{y}}}} .

## RMS i preus relatius
Quan maximitzem la utilitat d'un individu condicionat a una restricció pressupostària, la RMS és igual al preu relatiu o quocient de preus de x i y.
{\displaystyle \ p_{x}x+p_{y}y=R}
{\displaystyle \ p_{x}dx+p_{y}dy=0}
{\displaystyle \ RMS=-{dy \over dx}={UM_{x} \over UM_{y}}={p_{x} \over p_{y}}}